# Turbaco (kommun)
Turbaco är en kommun i Colombia.   Den ligger i departementet Bolívar, i den norra delen av landet, 700 km norr om huvudstaden Bogotá. Antalet invånare är 63 046. Arean är 170 kvadratkilometer.
Terrängen i Turbaco är huvudsakligen platt, men västerut är den kuperad.